# Владимир Барјактаревић
Владимир Барјактаревић (Београд, 22. мај 1961) српски је клавијатуриста, музички продуцент и инжењер звука. Током каријере радио у бендовима Жижон, Етен, Ван Гог и Рибља чорба, а радио продукцију и свирао клавијатуре на пројектима многих југословенских и српских бендова.

## Каријера

### 1978—1991.
Музичку каријеру започео је у Београду 1978. године, као клавијатуриста групе Жижон, која је свирала по Чукарици. Након две године рада, Владимир одлази у војску а група се распушта. Након доласка са војног рока 1981. године, придружује се групи Етен, са којом је у Студију 13 Радио Београда снимио демо снимке за две песме. Након неколико свирки, укључујући ону на Бруцошијади у Београду, група се расформирала, а Владимир је почео да се бави студијски радом у студију Андре и Госпе и студију Аквариус, Ратка Остојића. Први пројекат на којем је радио био је албум ријечке групе ФИТ, Уз ријеку, где је имао улогу сниматеља.
Године 1989. Барјактаревић је радио као тон-мајстор на озвучењу групи Октобар 1864, на око шездесет концерата. Исте, 1989. године снимио је и продуцирао први албум београдске групе Каризма, Време је за нас, који је објавио ПГП РТБ. Године 1990. био је сниматељ на музичком пројекту под називом Delta project. Током 1990. године радио је и као сниматељ и продуцент на албуму Свет је мој и синглу Губиш ме/Твојим именом, групе Ван Гог.

### 1991—2000.
Године 1991. постао је члан групе Ван Гог, са којом је одмах по приступању имао турнеју по Србији. Исте године, радио је на другом албуму бенда Каризма, под називом У сновима, као сниматељ и продуцент. Учествовао је у раду на албуму С оне стране дуге, свирао је и продуцирао песму Страст, а након тога напустио бенд. Почетком 1993. године радио је на првом албуму групе Неверне бебе као асистент сниматеља. Исте, 1993. године, на албуму Тао певачице Jazzy Bell, свирао је клавијатуре и био аранжер у песмама Пут и Краљица ноћи.
Крајем 1993. године уочи албума Збогом Србијо, Бора Ђорђевић је позвао Барјактаревића да буде програмер, сниматељ, аранжер и клавијатуриста за позоришну представу Тамна је ноћ. Након што је пројекат завршен, Ђорђевић га је позвао на снимање албума Збогом Србијо, а након тога и да приступи бенду Рибља чорба. Званични члан постао је 20. фебруара 1994. године на свирци у Бачкој Паланци.
Осим рада у Рибљој чорби, Барјактаревић је сарађивао и са Бајагом, на албуму Ни на небу ни на земљи, као сниматељ у песмама Насловна тема (верзија 1), Ни на небу ни на земљи, Моји другови (верзија 1), Београд '93, Ни на небу ни на земљи (инструментална верзија), Моји другови (верзија 2) и Насловна тема (верзија 2).
Радио је као тон-мајстор и програмер на другом албуму групе Минђушари, 1994. године, а у то време и као тонац на концерту групе Вампири у Сава центру. Крајем 1994. године, радио је као сниматељ и продуцент на демо снимцима бенда Индијанци, Мирослава Милатовића Вицка, а снимци су изашли на издању Индијанци — демо '94. Након тога, радио је као сниматељ и продуцент на првом албуму групе Индијанци, коју је објавила издавачка кућа ИТММ. Као продуцент и програмер радио је на песми Сумњам, Саше Драгића, која је рађена за Месам поп фестивал '96, а певала ју је Снежана Јандрић.
На албуму певача RUN GO-a Далеко је љубав и мир (1998), Барјактаревић је радио музику за песме Маторац, Мајстори и Зона сумрака, аранжмане за песме Маторац, Пријатељу доведи свираче, Мајстори, Љубав и мир, Балкан, Од ђавола црња, Зона сумрака и песму Мирис Дунава. Осим гитара, програмирао је све инструменте за албум и свирао клавијатуре.

### 2001—2010.
Мимо рада у бенду Рибља чорба радио је и 2001. године, када је на пројекту Бора чорба и Лавови (џингл за кладионицу Лавови), радио као сниматељ, свирач и програмер. Године 2002. на албуму Dr. Under групе Ван Гог свирао је клавијатуре на песми Клупко, програмирао неке инструменте и радио као сниматељ и продуцент. Исте, 2002. године радио је као сниматељ трећег албума групе ОК бенд, који је објавила издавачка кућа Сити рекордс.
Од 1. септембра 2002. године није члан групе Рибља чорба. Као сниматељ радио је 2003. године на албуму Поље јагода, Даре Бубамаре, 2005. године на албуму Вики, певачице Вики Миљковић и поново сарађивао са бендом Каризма, када је продуцирао њихов албум Retro-Active, који је објављен 2005. године.

## Дискографија

### Инструменти и перформанс
- Ван Гог — Свет је мој (1991)
- — Тао (1993)
- Various — Тамна је ноћ (1993)
- Рибља чорба — Збогом Србијо (1993)
- Манда — Животиње и људи (1994)
- Ван Гог — Трагови прошлости (1995)
- Рибља чорба — Остало је ћутање (1996)
- Бора чорба — Њихови дани (1996)
- Рибља чорба — Београд, уживо ’97 — 1 (1997)
- Рибља чорба — Београд, уживо ’97 — 2 (1997)
- Ван Гог — Рани радови (2001)
- Рибља чорба — Пишање уз ветар (2001)
- Бора чорба и Лавови — Лавови (2001)
- Рибља чорба — 1994—2004 (2004)

### Текст и аранжман
- — Тао (1993), на песмама Краљица ноћи и Пут
- Various — Тамна је ноћ (1993)
- Манда — Животиње и људи (1994)
- Рибља чорба — Остало је ћутање (1996)
- Бора чорба — Њихови дани (1996)
- — Месам (Поп фестивал '96) (1996), на песми Сумњам
- Рибља чорба — Нојева барка (1999)
- Бора чорба и Лавови — Лавови (2001)

### Продукција
- Каризма — Време је за нас (1988)
- Ван Гог — Свет је мој (1991)
- Каризма — У сновима (1992)
- Ван Гог — Страст (1992), на песми Страст
- Рибља чорба — Збогом Србијо (1993)
- Индијанци — Индијанци (1995)
- Ван Гог — Трагови прошлости (1995)
- Бора чорба — Њихови дани (1996)
- Ван Гог — Рани радови (2001)
- Ван Гог — Dr Under, на песми Клупко (2001)
- Каризма — Retroactive (2005)